# 麥景榕
麥景榕（英語：Michel Mak，1995年—），香港女主持，畢業於香港大學法律系，現為鳳凰衛視香港台新聞主播，是少數具有法學專業證書的傳媒工作者，2025年在香港恒生大學傳播學院奪得「第九屆商業新聞獎」銀獎。

## 簡歷
麥景榕在香港出生，是何東家族後人，祖父何鴻章曾獲大英帝國勳章，父親是麥舜銘（後改名何東舜銘），母親是息影藝人陳復生。她被香港媒體稱為「律師版劉亦菲」，也有「最美星二代」之稱。  從小品學兼優，幼稚園至中學就讀於耀中國際學校，在國際文憑大學預科課程（IB）裡考獲42分（滿分為45分），後入讀香港大學法律系及取得法學專業證書。學生時期曾多次以學業為由，婉拒推卻國際名媛舞會、電影與電視劇的邀約。
2018年暑假，麥景榕走訪北京、新加坡、波蘭等地，為無綫財經·資訊台六十集節目《一帶一路醫藥行》擔任嘉賓主持，以精簡流暢的新穎方法介紹中醫藥，獲得一致好評。 同年繼續在香港大學修讀為期一年的比較文學碩士。翌年，以主持人身份亮相陳復生監製的資訊節目《復興新生系列·和風零食》；在日本拍攝一個月，走訪七間各具代表性的零食食品廠。
2020年，麥景榕主持超藝理想文化學會製作的四十集資訊文教節目《三歲定八十·幼兒教育》，備受矚目。期間重返母校耀中國際學校，並造訪全亞洲首間幼兒教育學院，訪問多位教育專家，探討幼兒教育對人成長帶來的影響。擔任主持之餘，於律師事務所實習工作。
2022年，麥景榕於倫敦大學瑪麗王后學院完成法律碩士，主修國際仲裁，以優異成績畢業；同年暑假，在知名國際律師事務所（Bryan Cave Leighton Paisner LLP）實習。
2023年2月15日，麥景榕加盟鳳凰衛視香港台，2023年4日15日起擔任新聞主播，主持《午間快線》及《全球新聞報導》，被媒體及網民稱為「名媛主播」、「法律主播」，表現備受關注。
2023年10月，麥景榕在社交帳戶宣佈兼任專題節目《香港新視點》的採訪及編輯工作，以全新形式走入觀眾的視線。
2025年4月，麥景榕主持的專題節目《香港新視點》其中一集「AI藝術變革」，在香港恒生大學傳播學院舉行的「第九屆商業新聞獎」頒獎典禮中，奪得「最佳商業科技新聞報道獎（影像及聲音組）」銀獎。這是麥景榕投身主播兩年，摘下的第一個新聞專題獎項，她得獎後說，會繼續以鳳凰專業的角度及國際宏觀視野，為公眾帶來更有深度、更具前瞻性的報道。

## 演出作品

### 資訊節目（無綫財經·資訊台）

#### 嘉賓主持
- 2018年：一帶一路醫藥行

#### 主持
- 2019年：復興新生系列·和風零食
- 2020年：三歲定八十·幼兒教育

### 專題節目（鳳凰衛視香港台）
- 2023年：香港新視點

## 外部連結
- 麥景榕的Facebook專頁
- 麥景榕的Instagram帳戶